# Мамай, Александр Фёдорович
Александр Фёдорович Мамай (укр. Олександр Федорович Мамай; род. 11 июня 1968, Полтава) — украинский политик. Городской голова Полтавы (2010—2018, 2020—2023). Являлся членом Партии регионов.

## Биография
Родился 11 июня 1968 года в Полтаве.

### Образование
В 1985 году окончил полтавскую школу № 19, после чего поступил на дневную форму обучения по специальности «Теплогазоснабжение и вентиляция» в Полтавский инженерно-строительный институт. В январе 1987 года он был отчислен из института за академическую задолженность.
В 2010 году, уже будучи городским головой Полтавы, поступил в Полтавскую государственную аграрную академию, где спустя пять лет получил получил диплом бакалавра по специальности «агроном». В декабре 2017 года защитил дипломную работу по теме «Влияние условий выращивания на урожайность и качество озимой пшеницы» и получил степень магистра.

### Трудовая деятельность
С июня по август 1985 года работал сборщиком на Полтавском заводе металлоизделий. В ноябре 1986 года являлся грузчиком на том же заводе. С мая 1987 года по апрель 1988 года — грузчик Полтавского оптово-розничного комбината, а с июня по июль 1988 года — грузчик на Полтавской городской стеклотарной базе. С сентября 1988 года по 1991 год являлся дворником в детском саду № 47. После этого, до декабря 1995 года являлся маляром-штукатуром на предприятии «Лтава-2».
В 1996 году начал заниматься предпринимательской деятельностью. В сентябре 2000 года стал руководителем сельскохозяйственного предприятия «Интер-Агро». Компания владела 40 тысячью гектар арендованной земли, 7 тысяч голов крупного рогатого скота и 6 элеваторами. Всего на предприятии работало порядка 5 тысяч сотрудников. В августе 2012 года компания «Интер-Агро» была продана агрохолдингу «Кернел» Андрея Веревского.

### Судимость
В 2023 году Александра Мамая осудили на 5 лет тюрьмы условно и отстранили от должности на 1 год по делу о трудоустройстве в коммунальное предприятие двух женщин, которые фактически выполняли работу домохозяек по месту его жительства.

## Политическая деятельность
В 2006 году баллотировался в Полтавский городской совет от партии «Пора» и подал заявление для участия в выборах городского головы, однако позднее снял свою кандидатуру в пользу Виктора Животенко.
В 2009 году создал общественное объединение «Наш дом — Полтава», занимавшиеся благотворительной деятельностью. По словам губернатора Полтавской области Александра Удовиченко Мамай в 2009 году вступил в Партию регионов.

### Первый срок (2010—2015)
Накануне местных выборов 2010 года присоединился к партии «Совесть Украины», возглавил список партии на выборах Полтавский городской совет и зарегистрировался кандидатом на должность городского головы. Кандидатуру Мамая поддержала Партия регионов. Избирательная кампания Мамая включала в себя раздачу продуктовых наборов и установку детских площадок. В ходе агитации от имени Мамая было роздано более 60 тысяч продуктовых наборов. В итоге Мамай был избран городским головой с результатом 61,64 % голосов избирателей. В должность вступил 12 ноября 2010 года. Летом 2012 года стал членом Партии регионов, отметив, что никогда не был членом «Совести Украины». В ходе парламентских выборов 2012 года агитировал в поддержку кандидатов-мажоритарщиков Александра Залужного и Владимира Макара.
27 сентября 2013 года протестующие во главе с народным депутатом от УДАРа Сергеем Каплиным захватили здание Полтавского горсовета, протестуя против повышения тарифов на обслуживание домов. Мамай попытался вступить в переговоры и пояснить участникам протестов принятое ранее горисполкомом решение, однако политику не давали объясниться, после чего он покинул здание через чёрный выход. Премьер-министр Украины Николай Азаров заявил, что губернатору Полтавской области Удовиченко было поручено «предпринять все необходимые меры для приведение в чувства господина Мамая». Мамай в итоге отменил решение исполкома о повышении тарифов.
В ходе Евромайдана Мамай призывал жителей города не следовать радикальными призывами, настаивая на легитимности президента Виктора Януковича. Незадолго до победы Евромайдана он приехал к протестующим у здания горсовета, где объявил, что полтора года назад вышел из Партии регионов и осуждает действия Януковича.
22 февраля 2014 года протестующие около 11 часов удерживали Мамая в здании горсовета, требуя от него сложить полномочия городского головы. В связи с отставкой секретаря горсовета Оксаны Деркач, Мамай заявил, что наложит вето на это решение, поскольку оно было принято под давлением. После сноса памятника Ленину в Полтаве Мамай обратился в правоохранительные органы с просьбой дать оценку действиям активистов. Позднее, Мамай отменил принятое ранее решение горсовета о демонтаже памятника Ленину и установке памятника гатьману Мазепе. 14 марта 2014 года между Мамаем и представителем «Правого сектора» Владимиром Вовком произошла потасовка. По словам Вовка, градоначальник ударил его коленом в пах. Причиной конфликта стало то, что Мамай объявил, что не будет начинать сессию, пока Вовк стоит в двери у него за спиной.
Во время президентских выборов 2014 года Мамай заявил, что не голосовал за Петра Порошенко. Накануне досрочных парламентских выборах 2014 года он объявил о том, что будет голосовать за Андрея Матковского. При этом сам Матковский заявил, что не будет поддерживать кандидатуру Мамая на следующих выборах городского головы.
3 декабря 2014 года депутат горсовета Александр Шамота заявил в милицию о том, что Мамай порвал ему рубашку и поцарапал шею. Сам Мамай говорил о том, что Шамота пытался сорвать заседание горисполкома и направил встречное заявление в правоохранительные органы. В сентябре 2015 года Мамай пытался на автомобиле покинуть территорию горсовета, которую контролировали протестующие. В ходе манёвра Мамай совершил наезд на депутата Шамоту.

### Второй и третий срок (с 2015 года)
В 2015 году Мамай вновь был избран главой Полтавы, победив во втором туре Александра Матковского с результатом 62,56 % голосов избирателей. 14 сентября 2018 года депутаты Полтавского городского совета признали неудовлетворительной работу Мамая и досрочно прекратили его полномочия. Мамай заявил, что его отставке способствовали Администрация президента Украины, управление СБУ в Полтавской области и областная прокуратура. 22 декабря 2018 года Полтавский окружной административный суд отказал Мамаю в восстановлении в должности.
В январе 2019 года он присоединился к «Оппозиционной платформе — За жизнь», поддержал кандидатуру Юрия Бойко на президентских выборах и возглавил отделение партии в Полтавской области. На досрочных выборах в Верховную раду 2019 года Мамай баллотировался как самовыдвеженец по 144 округу (Шевченковский и Подольский районы Полтавы), но уступил место в парламенте Дмитрию Налетову от «Слуги народа». В октябре 2019 года Мамая на должности главы областной ячейки ОПЗЖ сменил народный депутат Илья Кива.
Накануне местных выборов 2020 года присоединился к партии «За будущее». Набрав 51,48 % во втором туре выборов, он в третий раз стал полтавским городским головой.
В марте 2023 года, ВАКС приговорил Александра Мамая за растрату имущества на 5 лет лишения свободы, но освободил от отбывания наказания с испытательным сроком на 1 год. 
1 марта 2023 года Мамай подписал распоряжение городского головы, касающегося его ежегодного отпуска. Пока он будет находиться в отпуске его обязанности будет выполнять секретарь городского совета Андрей Карпов.
4 апреля 2023 года судебный приговор в отношении городского головы Полтавы Александра Мамая вступил в законную силу.

## Взгляды
По собственным словам он воспитывался на марксистско-ленинской идеологии. Являлся октябрёнком, пионером и комсомольцем. В качестве градоночальника Полтавы выступал против сноса памятника Ленина в Полтаве и переименования улиц. Кроме того, выступал против установки в Полтаве памятника Мазепе.
Поддерживал дружеские отношения между Полтавой и Россией. 2 февраля 2015 года, накануне голосования о признании полтавским горсоветом ДНР и ЛНР террористическими организациями, заявил, что не будет поддерживать данное решение, добавил, что без поддержки России самопровозглашённые республики не могли бы существовать. Однако в итоге Мамай созвал внеочередную сессию горсовета, на которой поддержал решение о признании России — государством-агрессором, а ДНР и ЛНР — террористическими организациями.
В 2017 году заявил, что украинцы должны брать пример с России, где по его словам «россияне понимают, что их государство самое мощное в мире, и самое сильное с их президентом Путиным, которое может дать отпор любому».
В 2018 году поддержал проект ВО «Свобода» об установке флага УПА перед горсоветом.

## Личная жизнь
Дважды вступал в брак с Людмилой Мамай (род 1962). В первый раз в 18 лет, а второй — в 42. В 2013 году был официально разведён.
Воспитывает падчерицу Ирину, дочерей Наталью (род. 1988) и Марию, а также двух сыновей Сергея (род. 2001) и Евгения.
Его родственник — Андрей Веревский.

## Награды и звания
- Орден Спасителя нашего Иисуса Христа (Украинская Автокефальная Православная Церквь, 2018)[52]